# Ancona Open
L'Ancona Open è stato un torneo di tennis facente parte del Grand Prix giocato nel 1982 ad Ancona in Italia su campi in sintetico indoor.

## Albo d'oro

### Singolare
| Anno | Vincitore     | Finalista      | Punteggio |
| ---- | ------------- | -------------- | --------- |
| 1982 | Anders Järryd | Mike De Palmer | 6–3, 6–2  |

### Doppio
| Anno | Vincitori                    | Finalisti                    | Punteggio     |
| ---- | ---------------------------- | ---------------------------- | ------------- |
| 1982 | Anders Järryd Hans Simonsson | Tim Gullikson Bernard Mitton | 4–6, 6–3, 7–6 |